# Phyllocladus aspleniifolius
Phyllocladus aspleniifolius — вид хвойних рослин родини подокарпових.
Видовий епітет вказує на подібність листя на листя Asplenium ruta-muraria.

## Опис
Дерево до 18(30) м заввишки. Гілки нерегулярно розташовані й несуть непримітні, лускоподібні листки; функції листків виконують в основному листяні, шкірясті, лускоподібні, зелені гілочки, які нагадують селерові листівки.

## Поширення, екологія
Країни поширення: Австралія (Тасманія). Росте у дощових лісах зх. Тасманії на висоті 500-800 м над рівнем моря. На основі даних з 53 місць, його сприятливі кліматичні умови наступні: середня річна температура: 9.0°C, середній мінімум в самий холодний місяць 1.7°C, а середньорічна кількість опадів 1700 мм.

## Використання
Рослина варіюється від середнього розміру дерева у лісах на середніх висотах до чагарників у субальпійському поясі. Деревина хорошого розміру дерев прямозерниста та щільна, блідо-коричнева. Вид використовується для будівництва, підлогового покриття, корабельних щогл, меблів. Даний вид є рідкісним у вирощуванні, обмежуючись ботанічних садами і дендропарками і кількома приватними садами.

## Загрози та охорона
Вирубка з перетворення мішаних лісів в плантації або інші форми землекористування скоротили площу, але цей вид все ще дуже поширений. Ці причини не зникли, але темпи зниження значно сповільнилися. Цей вид присутній у численних природоохоронних територій, в тому числі кількох національних парках, які мають повний захист.